# Академическая гребля на летних Олимпийских играх 2024 — восьмёрки (мужчины)
Соревнования мужчин в гребле в восьмёрках на летних Олимпийских играх 2024 года прошли с 29 июля по 3 августа 2024 года на Национальном олимпийском водном стадионе региона Иль-де-Франс в пригороде Парижа Вер-сюр-Марн.

## Формат соревнований
Класс восьмёрок относится к распашным классам академической гребли, когда гребец использует только одно весло. В составе команды девять человек: восемь гребцов и рулевой. Начиная с Олимпийских игр 2020 года рулевой может быть любого пола. Олимпийские соревнования проводятся в несколько раундов. Первый раунд состоит из двух заездов. Победители каждого заезда выходят в финал, остальные проходят в утешительный заезд. Утешительный заезд – это раунд, который дает гребцам второй шанс пройти в полуфинал. Четыре лучшие лодки из утешительного заезда проходят в финал, последняя выбывает.
Финал является заключительным этапом, определяющим итоговые места. В финале разыгрываются медали, а также места с 4 до 6-го.

## Расписание
Соревнования продолжались в течение шести дней. Указанное время ниже время – это время начала сессии; в течение сессии могут проводиться заезды в нескольких классах судов по академической гребли.
Время начала соревнований указано местное (UTC+2)
| Дата                     | Время | Раунд              |
| ------------------------ | ----- | ------------------ |
| Понедельник 29 июля 2024 | 11:40 | Заезды             |
| Четверг 1 августа 2024   | 10:20 | Утешительный заезд |
| Суббота 3 августа 2024   | 11:10 | Финал              |

## Призёры
| Золото | Серебро | Бронза |
| Великобритания · Джейкоб Доусон · Морган Болдинг · Рори Гиббс · Шолто Карнеги · Чарльз Элвес · Томас Дигби · Джеймс Рудкин · Томас Форд · Гарри Брайтмор * | Нидерланды · Олав Моленар · Ян ван дер Бей · Сандер де Граф · Якоб ван де Керкхоф · Герт-Ян ван Дорн · Мик Маккер · Рубен Кнаб · Ральф Ринкс · Диувке Феттер * | США · Генри Холлингсворт · Николас Рашер · Кристиан Табаш · Кларк Дин · Кристофер Карлсон · Питер Чатейн · Эван Олсон · Питер Куинтон · Райли Милн* |

## Составы команд
| Номер | Спортсмены | Страна         |
| ----- | --- | -------------- |
| 1     | Джек Харгривз Джошуа Хикс Бен Кенхем Спенсер Тёррин Александр Пёрнелл Джозеф О’Брайен Ангус Доусон Ангус Уиддикомб Кендалл Броуди*                                             | Австралия      |
| 2     | Джейкоб Доусон Морган Болдинг Рори Гиббс Шолто Карнеги Чарльз Элвес Томас Дигби Джеймс Рудкин Томас Форд Гарри Брайтмор *                                                      | Великобритания |
| 3     | Бенедикт Эгглинг Фредерик Брёэр Макс Йон Торбен Йоханнесен Олаф Роггензак Лауртис Фоллерт Вольф-Никлас Шрёдер Маттес Шёнхерр Йонас Визен*                                      | Германия       |
| 4     | Маттео Делла Валле Якопо Фриджерио Эмануэле Гаэтани Лизео Сальваторе Монфрекола Давиде Верита Дженнаро Ди Мауро Леонардо Пьетра Каприна Винченцо Аббаньяле Алекссандра Фаэлла* | Италия         |
| 5     | Олав Моленар Ян ван дер Бей Сандер де Граф Якоб ван де Керкхоф Герт-Ян ван Дорн Мик Маккер Рубен Кнаб Ральф Ринкс Диувке Феттер *                                              | Нидерланды     |
| 6     | Михаита Тиганеску Константин Адам Клаудиу Нямту Мигурель Семчук Марьюс Козмьюк Серджу Бежан Стефан Берариу Флорин Лехачи Адриан Мунтяну *                                      | Румыния        |
| 7     | Генри Холлингсворт Николас Рашер Кристиан Табаш Кларк Дин Кристофер Карлсон Питер Чатейн Эван Олсон Питер Куинтон Райли Милн*                                                  | США            |

## Результаты

### Заезды
Лучшая лодка из каждого заезда выходят в финал, остальные проходят в утешительный заезд

#### Заезд 1
| Место | Дорожка | Страна     | Время   | Примечание |
| ----- | ------- | ---------- | ------- | ---------- |
| 1     | 4       | США        | 5:29.94 | F          |
| 2     | 1       | Нидерланды | 5:31.82 | R          |
| 3     | 2       | Германия   | 5:41.63 | R          |
| 4     | 3       | Румыния    | 5:55.82 | R          |

#### Заезд 2
| Место | Дорожка | Страна         | Время   | Примечание |
| ----- | ------- | -------------- | ------- | ---------- |
| 1     | 1       | Великобритания | 5:37.04 | F          |
| 2     | 3       | Австралия      | 5:42.07 | R          |
| 3     | 2       | Италия         | 5:52.52 | R          |

### Утешительный заезд
Четыре лучшие лодки проходят в финал, последняя выбывает.
| Место | Дорожка | Страна     | Время   | Примечание |
| ----- | ------- | ---------- | ------- | ---------- |
| 1     | 3       | Нидерланды | 5:27.58 | F          |
| 2     | 4       | Германия   | 5:29.17 | F          |
| 3     | 5       | Румыния    | 5:30.00 | F          |
| 4     | 2       | Австралия  | 5:31.50 | F          |
| 5     | 1       | Италия     | 5:36.31 |            |

### Финал
| Место | Дорожка | Страна         | Время   |
| ----- | ------- | -------------- | ------- |
| 1     | 4       | Великобритания | 5:22.88 |
| 2     | 2       | Нидерланды     | 5:23.92 |
| 3     | 3       | США            | 5:25.28 |
| 4     | 5       | Германия       | 5:29.80 |
| 5     | 1       | Румыния        | 5:30.15 |
| 6     | 6       | Австралия      | 5:31.79 |

* – рулевой